# Malang
Malang è una città (kota) dell'Indonesia, nella provincia di Giava Orientale.

## Storia
Il 1º ottobre 2022 dopo la sconfitta della locale squadra di calcio dell'Arema contro i rivali del Persebaya Surabaya, i tifosi locali hanno invaso il campo dello stadio Kanjuruhan. La successiva reazione delle forze di polizia locale, che hanno utilizzato anche gas lacrimogeni, ha provocato una fuga generale del pubblico, nella quale sono morte almeno 180 persone.